# Злочиначки умови (12. сезона)
Злочиначки умови (engl. Criminal Minds) је америчка криминалистичка драмска телевизијска серија која прати рад Јединице за анализу понашања (ЈАП-а) (engl. Behavioral Analysis Unit - BAU) чије је седиште у Квантику у Вирџинији. Серија се разликује од других серија те врсте по томе што се више усредсређује на злочинца него на сам злочин. Серију је продуцирала продукција The Mark Gordon Company у сарадњи са телевизијским студијима CBS и ABC. Серија је првобитно названа Квантико, а пробна епизода је снимљена у Ванкуверу.

## Опис
Дванаеста сезона серије Злочиначки умови је емитована на каналу CBS од 28. септембра 2016. до 10. маја 2017.

## Улоге

### Главне
- Џо Мантења кao Дејвид Роси
- Метју Греј Габлер кao Спенсер Рид
- А.Џ. Кук кao Џенифер Џаро
- Кирстен Вангснес кao Пенелопи Гарсија
- Дејмон Гаптон као Стивен Вокер (главни: епизоде 9−22; гост: епизода 8)
- Ејша Тајлер као Тара Луис
- Адам Родригез као Лук Алвез
- Томас Гибсон кao Арон Хочнер (епизоде 1−2)
- Паџет Брустер као Емили Прентис (епизоде 3−22)

### Гостујуће
- Шемар Мур као Дерек Морган (епизода 22)
- Данијел Хени као Мет Симонс (епизода 19)

## Епизоде
| Бр. еп. (укупно) | Бр. еп. (у сезони) | Наслов                        | Редитељ             | Сценариста                     | Премијера           | Прод. код | Гледаност у САД-у (милиони) |
| --- | ------------------ | ----------------------------- | ------------------- | ------------------------------ | ------------------- | --------- | --------------------------- |
| 256 | 1                  | "Гримизни краљ (3. део)"      | Глен Кершо          | Брин Фрејзер                   | 28. септембар 2016. | 1201      | 8.92                        |
| Када је човек који живи у Темпу у Аризони пронађен са иницијалима „ЈАП“ урезаним у стомак, а злочин је повезан са сакупљачем неправде који је побегао из затвора три месеца раније са дванаест других осуђеника, екипа сарађује са новим чланом Луком Алвезом како би пронашла убицу, али постају суочени са злочинцем из своје прошлости.               |                    |                               |                     |                                |                     |           |                             |
| 257 | 2                  | "Боловање"                    | Лари Тенг           | Вирџил Вилијамс                | 5. октобар 2016.    | 1202      | 7.62                        |
| Након повратка са случаја отмице детета у Лос Анђелесу, Џеј-Џеј се ломи пред Вилом и препричава догађаје око покушаја јединице да ухвати серијског убицу који је отимао своје жртве усред бела дана после чега их је живе палио. |                    |                               |                     |                                |                     |           |                             |
| 258 | 3                  | "Табу"                        | Алек Смајт          | Карен Мејсер                   | 12. октобар 2016.   | 1203      | 8.40                        |
| Како је Хоч на привременом премештају, Луисова на задатку, а бивша ГПА Емили Прентис помаже током Хочовог одсуства, ЈАП путује у Бојнтон Бич на Флориди како би направила профил убице који подвргава самохране мајке грубим лоботомијама и дави их у бетону. У међувремену, Алвез се отвара једном од својих колега о својој личној историји.           |                    |                               |                     |                                |                     |           |                             |
| 259 | 4                  | "Чувар"                       | Шарат Раџу          | Брус Зимерман                  | 26. октобар 2016.   | 1204      | 7.66                        |
| Када је државна полиција Вирџинија наишла на бескућника који носи врећу раскомаданих делова тела, а човек потом побегао са места злочина, ЈАП претражује Апалачку стазу тражећи серијског убицу са бизарним мотивом. У међувремену, Рид се носи са личном кризом пошто је његова мајка примљена у проучавање о Алцхајмеровој болести.                    |                    |                               |                     |                                |                     |           |                             |
| 260 | 5                  | "Противтерористичка јединица" | Тавнија Мекирнан    | Стефани Сенгупта               | 9. новембар 2016.   | 1205      | 7.37                        |
| Када је троје од четворо чланова породице из Виноне у Минесоти побијено на спавању, ЈАП креће да утврди да ли је једина преживела одговорна за убиства или је намерно поштеђена. У међувремену, Гарсија покушава да пронађе савршен поклон за Алвезовог пса.                                                                                             |                    |                               |                     |                                |                     |           |                             |
| 261 | 6                  | "Елиотово језеро"             | Метју Греј Габлер   | Ерика Месер                    | 16. новембар 2016.  | 1206      | 7.62                        |
| Када је троје пустоловно настројених тинејџера у Клејтону у Делаверу нестало, а њихово последње познато боравиште се открило као иста област у којој су близанци нестали пре више од тридесет година, ЈАП креће да успостави везу између ова два случаја. У међувремену, Роси даје саопштење о Хочовом одсуству које оставља екипу у забезекнутом стању. |                    |                               |                     |                                |                     |           |                             |
| 262 | 7                  | "Одраз у огледалу"            | Џо Мантења          | Брин Фрејзер                   | 30. новембар 2016.  | 1207      | 7.44                        |
| Када је потпуни странац контактирао Луисову и представио се као њен отуђени млађи брат, ЈАП покушава да открије прави идентитет варалице, али бива приморан да игра игру мачке и миша са високим улозима коју је оркестрирао серијски убица Питер Луис.                                                                                                  |                    |                               |                     |                                |                     |           |                             |
| 263 | 8                  | "Страшило"                    | Кристоф Шру         | Карен Мејсер                   | 7. децембар 2016.   | 1208      | 7.77                        |
| Када су власти у Јакими у Вашингтону добиле извештаје о отмици жене и касније открију два женска остатка у кориту потока, ЈАП утврђује да трага за серијским убицом вођеним изопаченим осећајем за морал. У међувремену, Рид добија узнемирујући телефонски позив, а екипа дочекује профилисту Стивена Вокера.                                           |                    |                               |                     |                                |                     |           |                             |
| 264 | 9                  | "Прифилисање 202"             | Роб Бејли           | Вирџил Вилијамс                | 4. јануар 2017.     | 1209      | 7.27                        |
| Када је Роси добио језиву рођенданску поруку од плодног серијског убице Томија Јејтса који је наведен као један од преосталих бегунаца из масовног бекства из затвора, ЈАП сарађује са екипом перспективних ФБИ-јевих профилиста како би спречила Јејтса да крене у још један поход.                                                                     |                    |                               |                     |                                |                     |           |                             |
| 265 | 10                 | "Тражи и уништи"              | Дајана К. Валентајн | Ерик Стилер                    | 11. јануар 2017.    | 1210      | 7.54                        |
| Када је низ провала у куће у луксузним насељима Сан Дијега постао смртоносан, ЈАП сумња да је злочине починила банда младих људи жељних узбуђења. У међувремену, Вокер се посвећује одређивању када ће Питер Луис следећи пут напасти. |                    |                               |                     |                                |                     |           |                             |
| 266 | 11                 | "Површинска напетост"         | Оз Скот             | Брус Зимерман                  | 1. фебруар 2017.    | 1211      | 7.45                        |
| Када су власти из Тампе на Флориди откриле тајанствено обележје на телима двоје становника који су раније извршили самоубиство, ЈАП креће у хапшење убице који верује да су његови злочини верска жртвовања. У међувремену, Рид помаже својој мајци да се прилагоди новом окружењу пошто је одлучио да је изузме из клиничког проучавања.                |                    |                               |                     |                                |                     |           |                             |
| 267 | 12                 | "Добар супруг"                | Лора Белси          | Џим Клементе                   | 8. фебруар 2017.    | 1212      | 6.70                        |
| Када су у Палмином пролећу у Калифорнији откривена два распарчана мушка тела, ЈАП жонглира између идентификације обе жртве и успостављања везе. У међувремену, Рид жонглира између повратка на посао и бриге о мајци. |                    |                               |                     |                                |                     |           |                             |
| 268 | 13                 | "Спенсер"                     | Глен Кершо          | Кирстен Вангснес и Ерика Месер | 15. фебруар 2017.   | 1213      | 7.34                        |
| Кадасу мексичке власти ухапсиле и оптужиле Рида за поседовање дроге, ЈАП сарађује са члановима Екипе за међународно реаговање Кларом Сегер и Метом Симонсом како би доказали његову невиност у вези са смрћу мексичко-америчког лекара. |                    |                               |                     |                                |                     |           |                             |
| 269 | 14                 | "Путања судара"               | Алек Смајт          | Стефани Сенгупта               | 22. фебруар 2017.   | 1214      | 7.33                        |
| Када су возачи и пешаци из Брејдентона на Флориди тешко повређени у низу саобраћајних несрећа, ЈАП сумња да су несреће намештене од стране хакера. У међувремену, Прентисова и адвокатица Фиона Данкан жонглирају спречавањем оптужнице против Рида и сортирањем планине инкриминишућих доказа.                                                          |                    |                               |                     |                                |                     |           |                             |
| 270 | 15                 | "Алфа мужјак"                 | Роб Бејли           | Карен Мејсер                   | 1. март 2017.       | 1215      | 6.54                        |
| Када је четворо цивила из Филаделфије унакажено у планираним нападима, ЈАП креће да ухвати серијског убицу у успону који жели да учини да се његове жртве осећају ружно као и он сам. У међувремену, Рида шаље међу опште затворенике стражар који гаји злобу и он стиче пријатеља у бившем савезном агенту Калвину Шоу.                                 |                    |                               |                     |                                |                     |           |                             |
| 271 | 16                 | "Помоћ је узалудна"           | Леон Икасо          | Вирџил Вилијамс                | 15. март 2017.      | 1216      | 7.50                        |
| Када су три жене из Њујорка мучене до смрти и пронађене са згњеченим костима, ЈАП сарађује са самохраном мајком која тврди да је њен син одговоран за те гнусне злочине. У међувремену, Рид се суочава са тешком одлуком пошто је једном затворенику прећено.                                                                                            |                    |                               |                     |                                |                     |           |                             |
| 272 | 17                 | "У тами"                      | Дајана К. Валентајн | Дања Бенет                     | 22. март 2017.      | 1217      | 7.46                        |
| Када су се у Берлингтону у Вермонту догодила два радикално различита низа убистава, ЈАП креће да утврди да ли две серијска убице раде заједно или иза оба низа стоји усамљени серијски убица. У међувремену, Алвез поставља Шоу ултиматум пошто је Рид нападнут.                                                                                         |                    |                               |                     |                                |                     |           |                             |
| 273 | 18                 | "Паклена кухиња"              | Сајмон Мирен        | Ерика Месер                    | 29. март 2017.      | 1218      | 6.88                        |
| ЈАП се враћа у Њујорк како би идентификовала убицу са неутољивом жеђи пошто је шеснаестогодишња девојчица нестала из насеља Паклена кухиња, а истрага повезана са два нерешена случаја. У међувремену, Рид доноси смелу одлуку која прети да угрози његово благостање.                                                                                   |                    |                               |                     |                                |                     |           |                             |
| 274 | 19                 | "Прави север"                 | Џо Мантења          | Брус Зимерман                  | 5. април 2017.      | 1219      | 7.04                        |
| Када су три тела у стању распадања пронађена везана за дрвене колце у близини Тусона у Аризони, ЈАП утврђује да су жртве пијуни у злокобној освети. У међувремену, Луисова убеђује Рида да се подвргне когнитивном разговору. |                    |                               |                     |                                |                     |           |                             |
| 275 | 20                 | "Неопростиво"                 | Карлос Бернард      | Стефани Сенгупта               | 26. април 2017.     | 1220      | 6.91                        |
| Када је један од Вокерових бивших колега примљен у болницу пошто му је убризган радиоактивни отров, ЈАП сумња да је догађај повезан са смрћу неколико владиних службеника. У међувремену, Рида неочекивано посећују мајка и дух из прошлости. |                    |                               |                     |                                |                     |           |                             |
| 276 | 21                 | "Зелено светло (1. део)"      | Алекс Смајт         | Ерик Стилер                    | 3. мај 2017.        | 1221      | 7.37                        |
| Када је Прентисова открила да је Ридову мајку отела бивша жртва Линдзи Вон, ЈАП креће да је спаси, али доводи у питање све што су мислили да знају када је особа одговорна за смештање Риду разоткривена. |                    |                               |                     |                                |                     |           |                             |
| 277 | 22                 | "Црвено светло (2. део)"      | Глен Кершо          | Брин Фрејзер                   | 10. мај 2017.       | 1222      | 8.12                        |
| Док ЈАП наставља потрагу за Ридовом мајком, Рид се налази приморан да учествује у игри досетљивости са убицом Кет Адамс. У међувремену, бивши ГПА Дерек Морган пружа екипи могући траг о Питеру Луису. |                    |                               |                     |                                |                     |           |                             |

## Продукција

### Развој
Серија Злочиначки умови је обновљена за дванаесту сезону са редоследом епизода од 22 6. маја 2016. Сезона је почела 28. септембра 2016. Цела главна глумачка постава се вратила за сезону осим Шемара Мура (Дерек Морган) који је напустио серију током једанаесте сезоне.

### Глумачка постава
Након одласка Шемара Мура у претходној сезони, бивша звезда серије Место злочина: Мајами Адам Родригез је изабран да попуни његову празнину у дванаестој сезони. Он ће играти Лука Алвеза, новог регрута у ЈАП-а из ФБИ-јеве јединице за бегунце, задуженог за хватање одбеглог убице из прошле сезоне. Дана 21. јула, Кирстен Вангснес је потврдила да ће Паџет Брустер поновити своју улогу ГПА Емили Прентис у више епизода. Дана 10. августа 2016. године, Ејша Тајлер, која се придружила серији у претходној сезони као др. Тара Луис, унапређена је у главну глумачку поставу.
Дана 30. августа 2016. године, Брустерова је унапређена у главну поставу у серији пошто је Томас Гибсон отпуштен. Џејн Линч је поновила своју улогу др. Дајане Рид, шизофрене мајке Спенсера Рида, након осам година. Појавила се у другој половини сезоне у вишеепизодном причи.
Да би попунио празнину након Гибсоновог отпуштања, Дејмон Гаптон је добио сталну улогу у серији, улогу посебног агента Стивена Вокера, профилисте из Јединице за анализу понашања у ФБИ-ју. Први пут се појавио у осмој епизоди.
Шемар Мур је поновио своју улогу Дерека Моргана у завршници сезоне док је његов лик покушавао да помогне у хватању господина Гребача пошто је довео ЈАП на траг у случају против њега.
Током априла 2017. године, откривено је да ће Ђиа Мантења поновити своју улогу Линдзи Вон у последње 3 епизоде сезоне. Такође је откривено да ће Бет Рисграф поновити своју улогу Мив Донован у завршници сезоне.

#### Гибсонови суспензија и одлазак
Дана 11. августа 2016. године, Рок је објавио да је Томас Гибсон суспендован и стога избачен из две епизоде због свађе на снимању са једним од продуцената. Такође је избачен из режије једне од епизода. Следећег дана, Гибсон је отпуштен након свађе на снимању. У заједничком саопштењу студија ABC и CBS писало је: „Томас Гибсон је отпуштен из серије Злочиначки умови“.
Одлазак Гибсоновог лика објашњен је у шестој епизоди сезоне „Елиотово језеро“ када је откривено да је његов лик отишао у пензију и у програм заштите сведока због тога што је господин Гребач прогањао његовог сина. Гибсон се неће појављивати у остатку сезоне. Паџет Брустер је ангажована да га замени у следећој епизоди као Емили Прентис.